# Lago Maloya

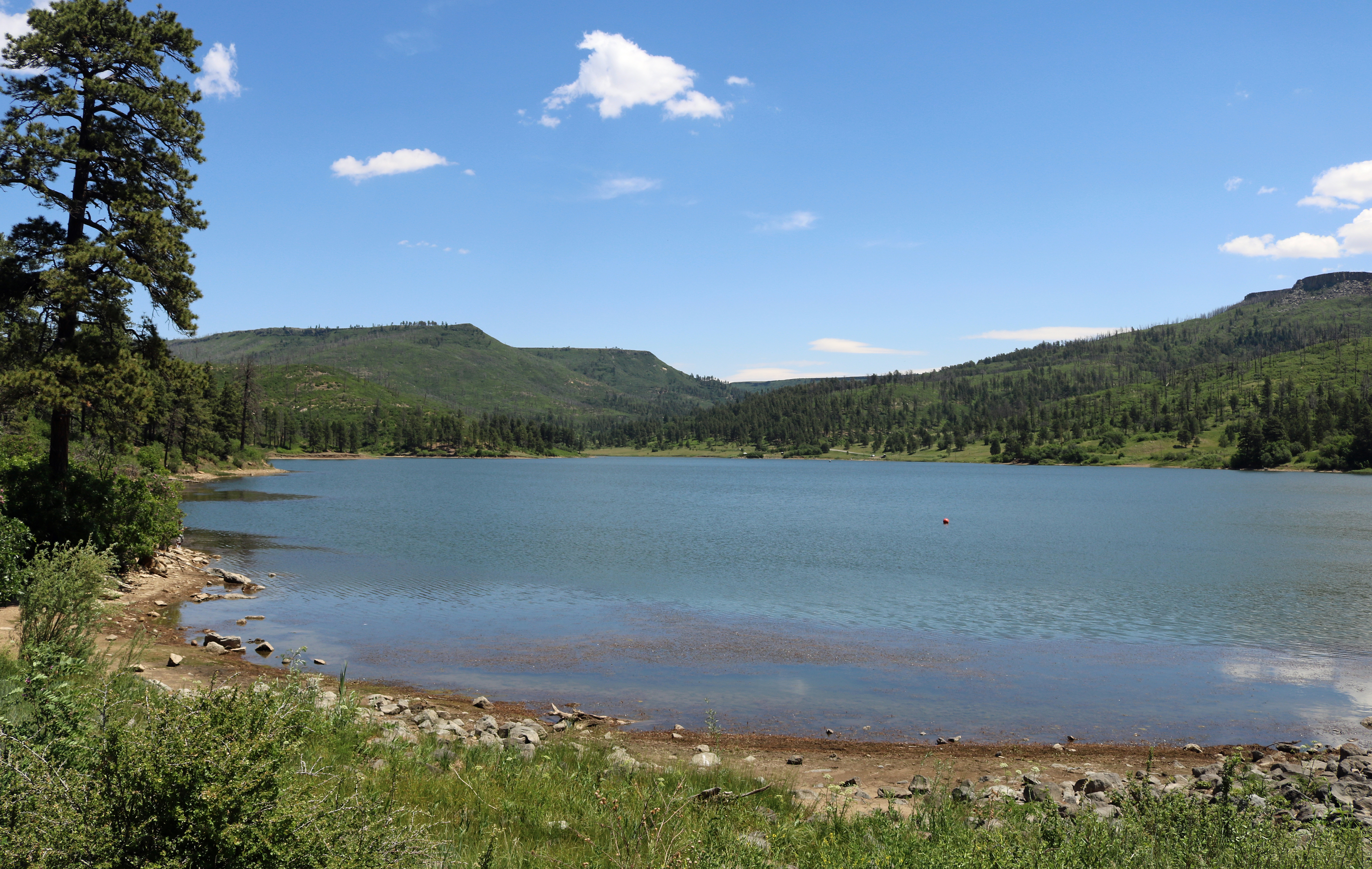
Lago maloya

Lago Maloya (en inglés: Lake Maloya) es el lago más grande de los tres que existen en el parque estatal del cañóon Sugarite en la frontera entre los estados de Nuevo México, y Colorado, y al noreste de Ratón, en Nuevo México. Es la fuente principal de agua para la ciudad y sus zonas periféricas.  Cerca de allí, totalmente dentro del estado de Colorado, esta el lago Dorothey. El lago cubre 120 acres (0,49 kilómetros cuadrados) de los 3.600 acres (15 kilómetros cuadrados) del parque.